# Carlota Boza
Carlota Boza Mendo (* 16. Mai 2001 in Boadilla del Monte) ist eine spanische Schauspielerin.

## Leben und Karriere
Boza wurde in Boadilla del Monte geboren. Sein Bruder Fernando Boza ist ebenfalls Schauspieler. Sie stand bereits im Alter von vier Jahren für Werbespots vor der Kamera, unter anderem für Marken wie Carrefour und Tinukis. Ihr Debüt gab sie 2006 in der Serie La que se avecina. Die Rolle der Carlota Rivas spielte sie über viele Jahre hinweg, von 2006 bis etwa 2017 und wieder seit 2019. 2009 war sie im Kurzfilm Clarividencia zu sehen. Anschließend trat Boza jeweils in einer Folge in La duquesa und in 	Los misterios de Laura auf. Am 5. Januar 2017 war sie Co-Moderatorin der Sendung Reyes y estrellas auf La 1.

## Filmografie
Filme
- 2009: Clarividencia
- 2013: ¡Bingo!

Serien
- 2006–2017, seit 2019: La que se avecina
- 2010: La duquesa
- 2011: Los misterios de Laura

Sendung
- 2017: Reyes y estrellas
- 2019: Adivina qué hago esta noche